# Pete Rock & C.L. Smooth
Pete Rock & C.L. Smooth är en hiphopduo från Mount Vernon i delstaten New York i USA som består av Pete Rock som DJ och C.L. Smooth som MC. Duon har varit aktiv under flera perioder sedan den bildades 1991, varav den längsta perioden är 1991 till 1995.
Pete Rock & C.L. Smooth är mest kända för låten "They Reminisce Over You (T.R.O.Y.)" på albumet Mecca and the Soul Brother (1992). Låten är dedicerad till Troy Dixon, även kallad Trouble T Roy, som var dansare i hiphopgruppen Heavy D & the Boyz och som var vän till Pete Rock.
Duon återförenades senast 2010 för en världsturné där de bland annat spelade på Pusterviks lilla scen i Göteborg den 14 december samma år.

## Diskografi
Studioalbum
- 1992 – Mecca and the Soul Brother
- 1994 – The Main Ingredient

EP
- 1991 – All Souled Out

Singlar
- 1991 – The Creator (Remix)
- 1992 – They Reminisce Over You (T.R.O.Y.)
- 1992 – Straighten It Out
- 1993 – Lots of Lovin'
- 1993 – One In a Million
- 1994 – Take You There
- 1994 – I Got a Love
- 1995 – Searching
- 2001 – Back on the Block
- 2003 – Shine On Me
- 2004 – It's a Love Thing

Samlingsalbum
- 2003 – Good Life: The Best of Pete Rock & C.L. Smooth